# Morsbach (Remscheid)

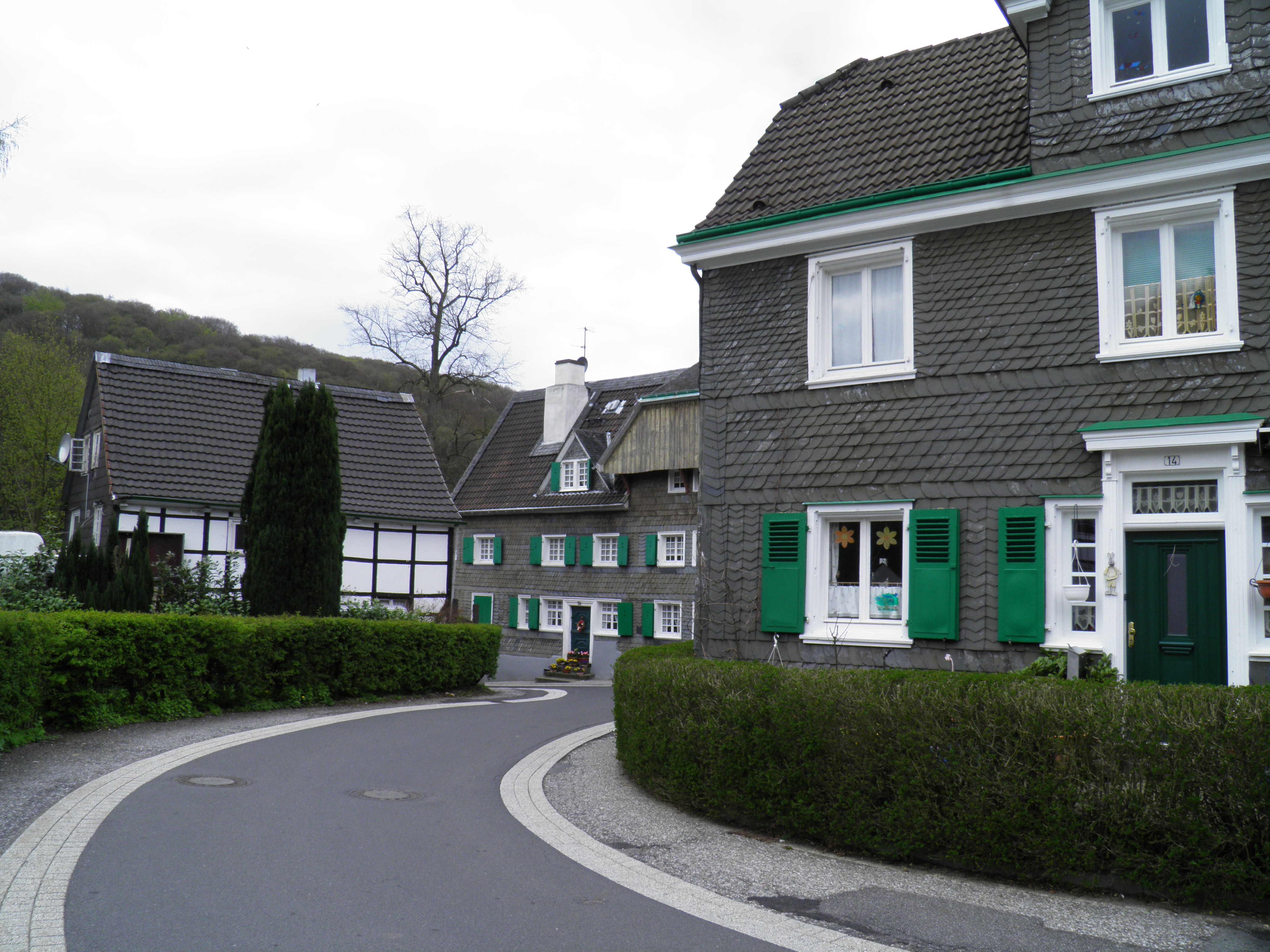
Ortskern von Morsbach (Remscheid)

Morsbach ist ein Stadtteil und ein Wohnquartier im Westen der bergischen Großstadt Remscheid in Nordrhein-Westfalen.

## Lage und Geografie
Die Ortschaft liegt im Stadtbezirk Alt-Remscheid unmittelbar an der Stadtgrenze zu Wuppertal-Cronenberg (Quartier Sudberg). Es erstreckt sich aus der Auenlage des Morsbach den östlichen Berghang hinauf über die Ortslage Fürberg bis Vieringhausen. Der hier verlaufende Morsbach bildet über weite Strecken die Grenze zwischen den beiden Nachbarstädten Remscheid und Wuppertal. Morsbach befindet sich auf etwa 135 Metern über Normalnull im Morsbachtal zwischen den Siedlungen Aue und Müngsten. Die Hofschaft wurde nach Dr. Wilhelm Rees erstmals 1369 urkundlich erwähnt.
Aufgrund der Wasserkraft der Bäche siedelten sich hier schon früh metallerzeugende und -verarbeitende Betriebe an. Es gab im Nahbereich Wasserhämmer, Schmieden und Schleifkotten. Noch heute gibt es in und um Morsbach diverse überwiegend kleinere Industriebetriebe der Metallverarbeitung.
Durch das Morsbachtal verlief auf der Morsbachtalstraße (Landesstraße 216) die Ronsdorf-Müngstener Eisenbahn (RME), die in erster Linie dem Transport der Rohstoffe und Fertigwaren der Betriebe diente. Der Abschnitt von Clarenbach über Morsbach bis Müngsten wurde am 16. November 1891 eröffnet. Am 5. November 1944 wurde der Streckenabschnitt Müngsten – Morsbach stillgelegt, gut 10 Jahre später am 26. November 1954 erfolgte die Stilllegung das Streckenteils von Morsbach bis Gründerhammer. Bis 2006 standen noch die Masten der der elektrischen Aufbauten der ehemaligen Bahnstrecke. In Morsbach befand sich eine Bahnstation zentral nahe der Straßenkreuzung zur Morsbachtalstraße. Heute verkehren im ÖPNV eine Stadtbuslinie, ein Bürgerbus und ein Anrufsammeltaxi.
In der Ortschaft gibt es neben einigen Neubauten noch zahlreiche, zum Teil verschieferte, Fachwerkhäuser. Ein markantes Gebäude ist der wohnturmähnliche, dreigeschossige Fachwerkbau mit der Adresse „Morsbach 34“ inmitten der Ortslage, der sogenannte Pulverturm, dem Typ nach ein Wehrspeicher, auch als „Turmhaus“ bezeichnet. Nach Forschungen von Josef Schepers wurde der Bau mit Krüppelwalmdach und Bretterverkleidung an den Giebelenden wahrscheinlich um 1760 verschiefert, als man links das Wohnhaus anbaute. Er entstand jedoch schon in der Zeit zwischen 1550 und 1575 und hatte zunächst ein mit Stroh gedecktes Dach. Der Turm diente vor einem halben Jahrtausend den Bewohnern der Hofschaft als Fliehturm und Schutz vor Raubtrupps sowie Speicher.
Ergänzt wurde das Ensemble später um das Haus Marksteller und das Haus Reinshagen. Früher war Morsbach, nicht zuletzt durch die Anbindung an die RME, ein Ausflugsziel mit einigen Gaststätten.
Neben weiteren gekennzeichneten Wanderwegen führen der Röntgenweg, der Bergische Weg (SGV-Hauptwanderstrecke X29) und der im Rahmen der Regionale 2006 eingerichtete Erlebnisweg Morsbach an Morsbach vorbei.

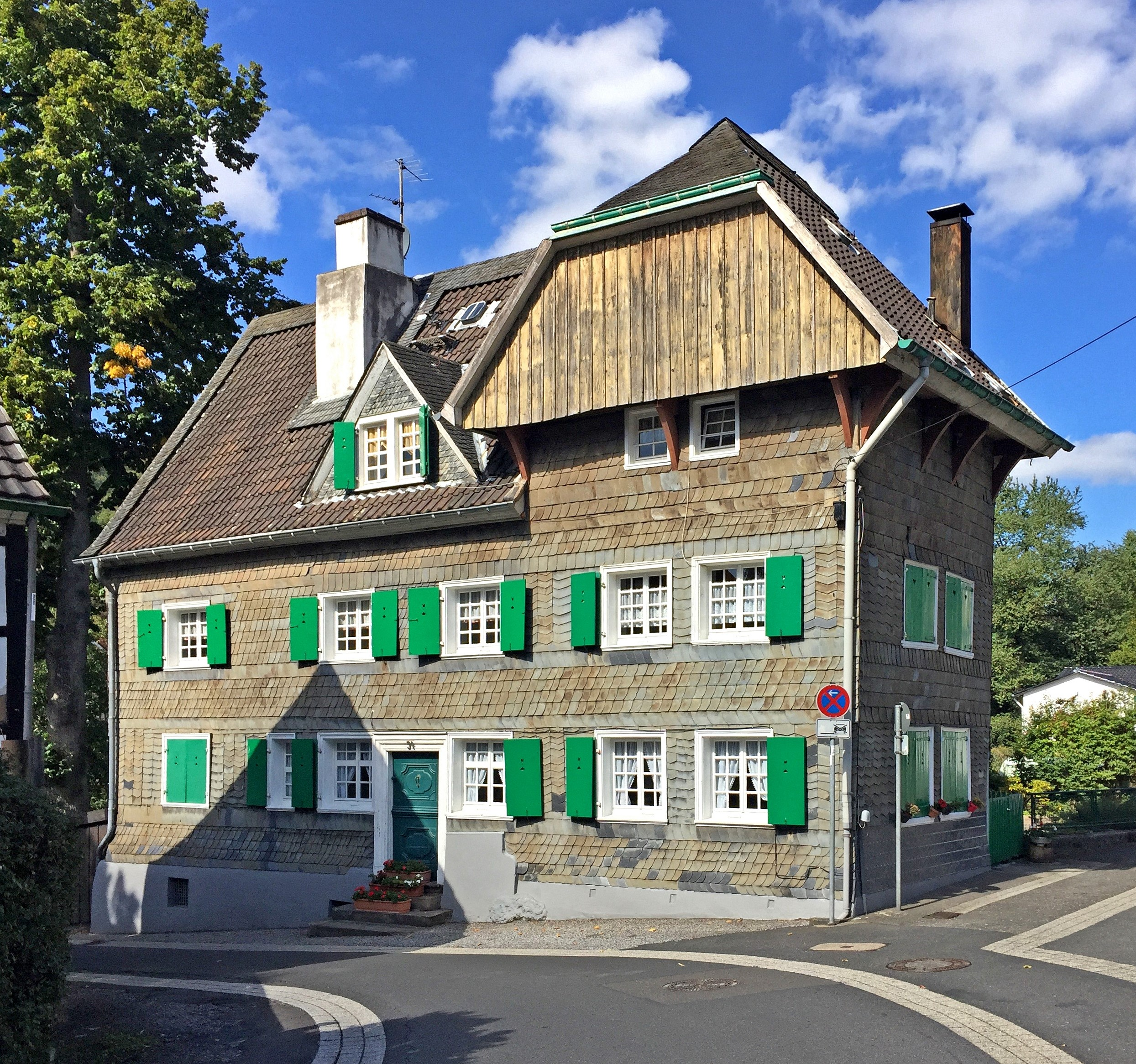
Baudenkmal Morsbach 34 Wehrturm (rechter Gebäudeteil) Haus Reinshagen (linker Gebäudeteil)
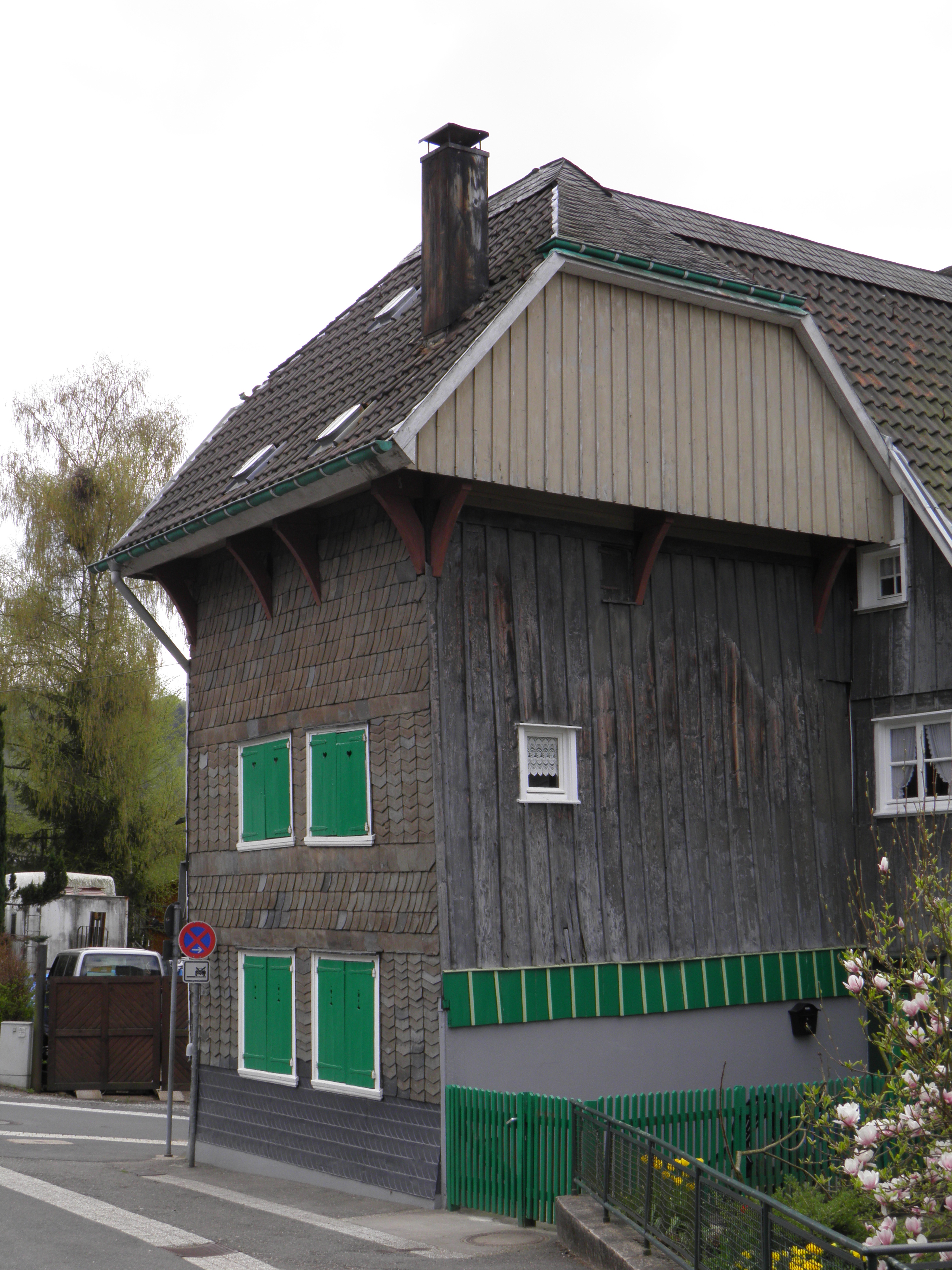
Rückseite des Wehrturms in Morsbach
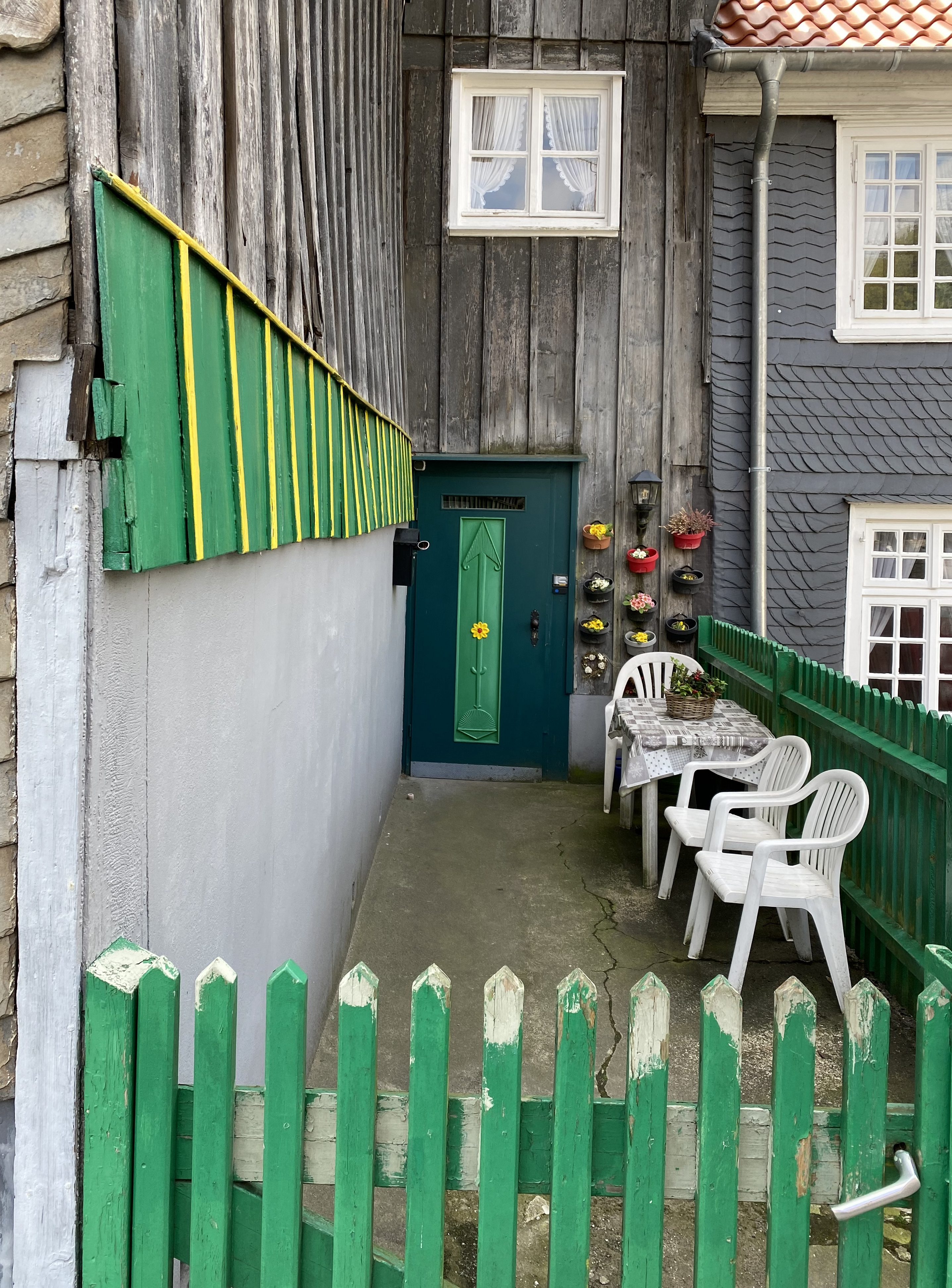
Rückwärtiger Eingang zu Morsbach 34
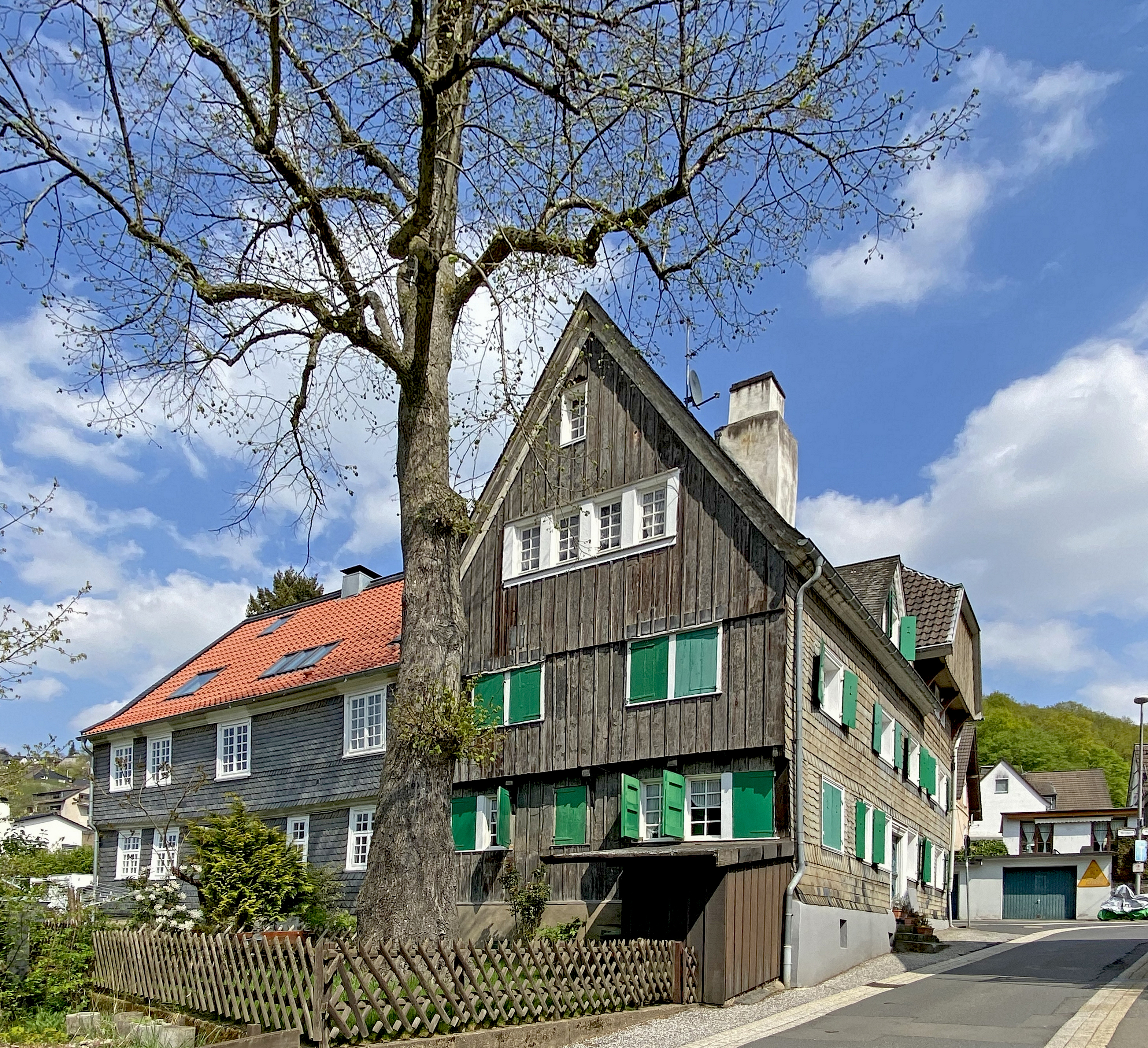
Morsbach 34 Haus Reinshagen
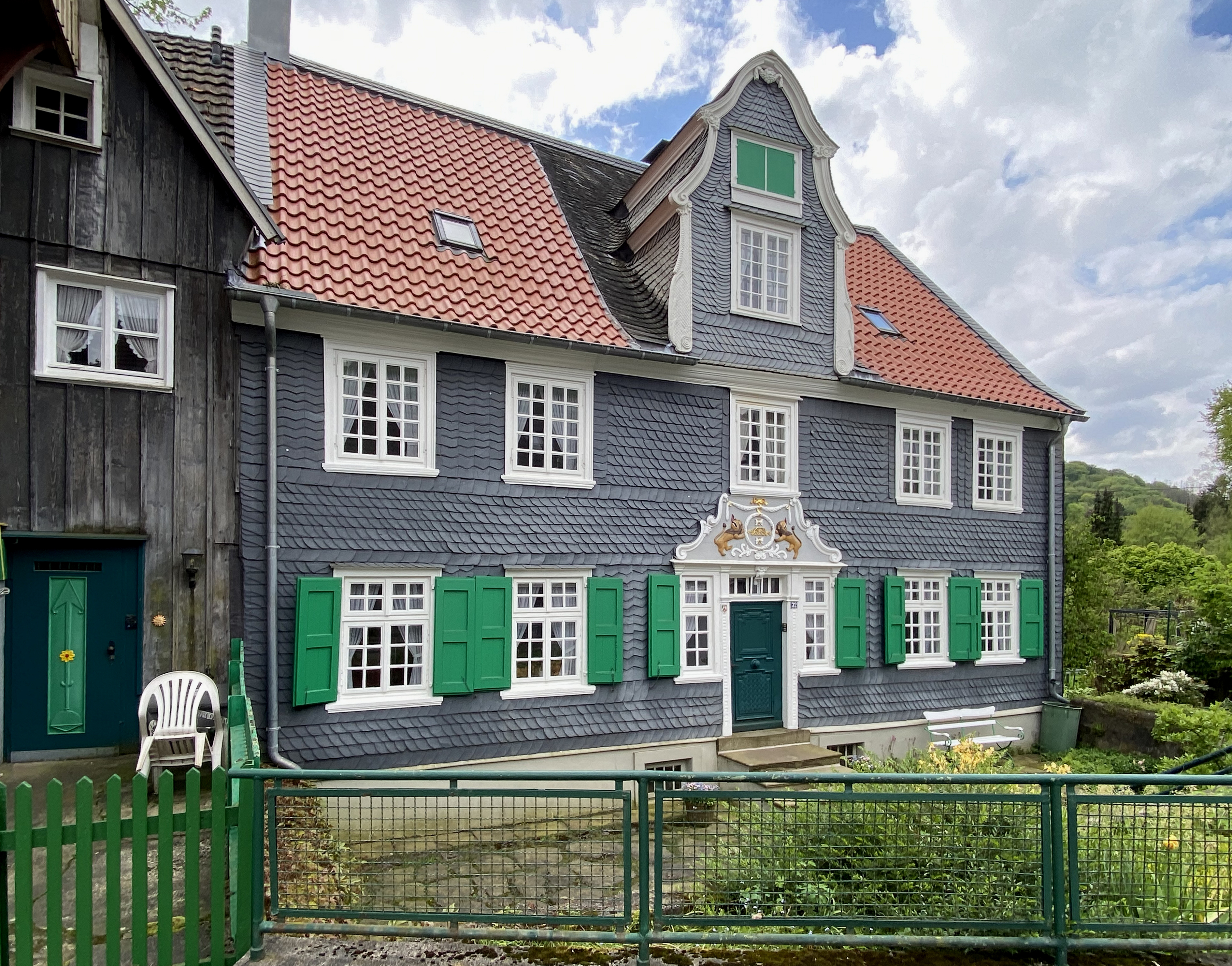
Morsbach 32 (Haus Marksteller)
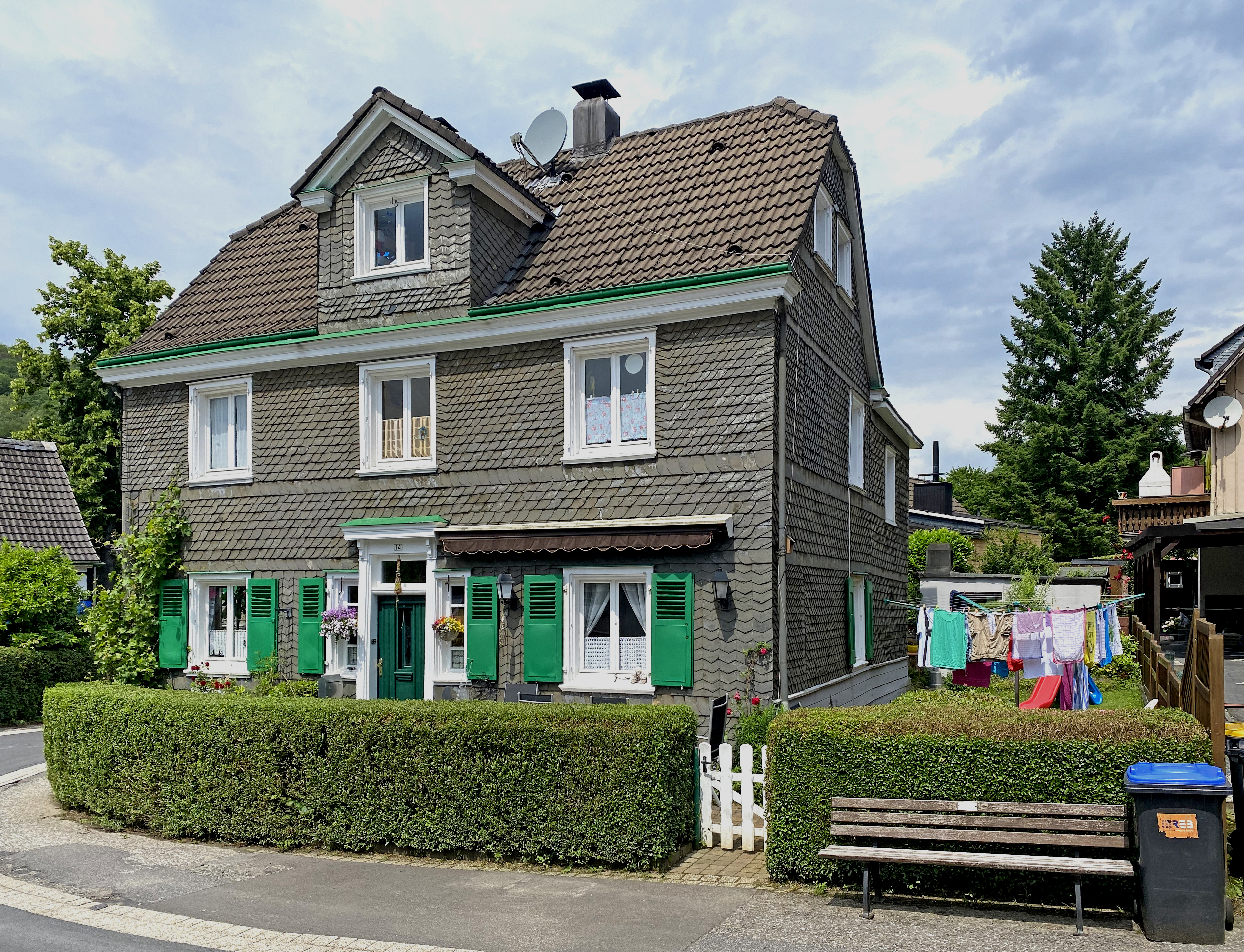
Baudenkmal Morsbach 14